# Libnotes (Libnotes) ishana
Libnotes (Libnotes) ishana is een tweevleugelige uit de familie steltmuggen (Limoniidae). De soort komt voor in het Oriëntaals gebied.